# Alexandre Boucher
Pour les articles homonymes, voir Boucher.
Alexandre Boucher, né le 11 avril 1778 à Paris où il est mort le 29 décembre 1861, est un violoniste français, brillant représentant de l'École française.

## Biographie

### Formation
Il est le fils de Jean-François Boucher, musicien aux mousquetaires gris, et de Jeanne-Madeleine Guiard.
Son père lui a donné les premières leçons de musique, puis Subrin de Sainte-Marie lui a montré son premier violon. Il a été admis, avec Lafont, au conservatoire gratuit ouvert par la comtesse de Mortaigne au profit des enfants du quartier de la Croix-Rouge et il est devenu l'élève du virtuose Guillaume Navoigille, aussi directeur du concert Soubise. Dès trois ans il était déjà un petit prodige du violon. Il jouait d'ordinaire dans les guinguettes et les concerts populaires près de la barrière de l'Étoile.
Il est embauché dès l'âge de six ans au Concert Spirituel.
Il aurait participé à la journée du 13 vendémiaire an IV ce qui l'aurait obligé à quitter la France.

### Musicien à la Cour d'Espagne
Il est présenté au roi Charles IV, à la cour d'Espagne, à l'âge de 17 ans. Boucher y a rencontré Luigi Boccherini qui lui a donné des conseils. Boucher aurait quitté l'Espagne parce que le climat ne convenait pas à sa santé et après avoir demandé son congé serait rentré en France au cours de l'année 1799. Il était à Paris en 1801 car il y donne deux concerts donnés par Mme Grassini, le 20 janvier et le 10 octobre 1801, dans la salle de l'Opéra. La l'originalité et la verve de son jeu se rapprochant de celui de Pietro Locatelli l'ont fait taxé de charlatanisme par certains, mais son talent lui a permis de faire admettre ses audaces
Il a dû se marier avant 1807, année de baptême de son premier enfant, avec Céleste Gallyot, harpiste, qui s'est fait entendre avec succès aux concerts Feydeau, en 1794.
Charles IV ayant dû abdiquer et étant retenu en France, Alexandre Boucher est allé saluer le roi en 1808. Celui-ci l'a alors retenu pour diriger sa musique. Il a aussi engagé son épouse comme harpiste et pianiste ainsi que Boucher père. La famille Boucher a suivi le roi d'Espagne à Marseille, mais comme Napoléon oubliait de payer la pension prévue pour l'ancien roi d'Espagne, celui-ci dû congédier sa musique. Cela a donné à Boucher des sentiments contre l'empereur.
Cela peut paraître curieux car il était surnommé le « Napoléon du violon » à cause de sa ressemblance physique avec l'empereur. Il gagna aussi le titre de « Paganini français » par son art. 

### Musicien pendant la Restauration
Sous la Restauration il fait de nombreuses tournées en Europe. Il a composé deux concertos pour violon. Beethoven lui dédia plusieurs de ses œuvres pour son instrument.
Il est de retour à Paris en 1827 mais son étoile commençait à s'éclipser. Une représentation est donnée à son bénéfice. La duchesse de Berry donna 150 francs dans uns souscription en sa faveur. Boucher mécontent de sa situation à Paris a décidé à s'établir en Espagne. Le 20 juillet 1829 il est à Montauban. Après son arrivée à Madrid, il a reçu une pension de 3 000 francs jusqu'à la mort de Ferdinand VII, en 1833.
Girodet a fait un portrait de lui en 1819, aujourd'hui détruit. Il en existe une copie au musée de Versailles.

### Après 1833
Les évènements politiques en Espagne l'ont conduit à quitter le pays. Il est à Marseille en 1836 où il a prêté son concours pour des concerts de charité.
Don Carlos étant en France à l'Hôtel de Panette. en 1839, il l'a rejoint à Bourges.
Céleste Gallyot est morte à Paris en février 1841. Il s'est remarié à Bourges le 21 décembre 1842 avec Marie Montagnon, âgée de 30 ans.
D'après le manuscrit Castil-Blaze, il a modifié les violons pour leur donner plus de sonorité.
Il eut comme élèves ses propres fils Alfred (violoniste) et Charles (violoncelliste).
Son ami François Fayolle (1774-1852) a écrit sur lui :
.......................... lui que Minerve inspire,
Lui dont le violon comme une voix soupire
Et qui, le même soir, ressuscite avec art
Haydn, Boccherini, Beethoven et Mozart.
La célébrité l'a ensuite quitté. Il s'est établi à Paris, 3 rue de l'Écluse, dans le quartier des Batignolles, entre 1847 et 1851. À la fin de sa vie il passait au moins l'été dans une maison près d'Orléans.
Il est enterré au Cimetière de Montmartre à Paris.